# Sarah Kirkland Snider

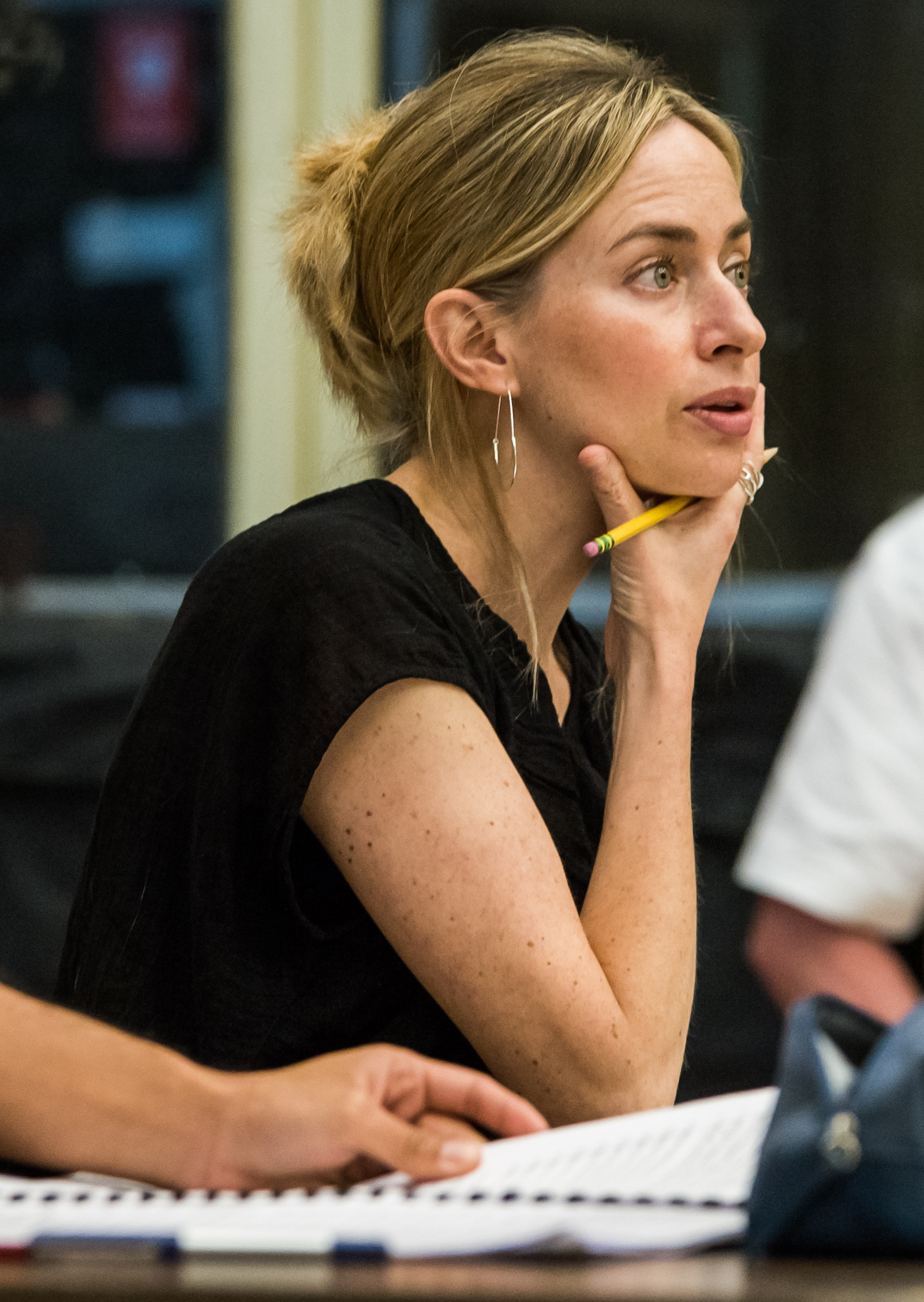
Sarah Kirkland Snider (2018)

Sarah Kirkland Snider (* 8. Oktober 1973 in Princeton) ist eine amerikanische Komponistin.

## Leben und Wirken
Snider, die in Princeton aufwuchs, war schon als kleines Kind musikalisch interessiert und spielte früh bei den Nachbarn Klavier nach Gehör. Ab dem Alter von sieben Jahren erhielt sie Klavier- und ab dem Alter von zehn Jahren auch Cellounterricht. Weiterhin sang sie in Chören und besuchte fünf Jahre lang ein Sommercamp an der American Boychoir School. Als Schülerin auf der Princeton High School sang sie dort im Chor und spielte im Orchester; zwei Dirigentinnen des Orchesters waren frühe Vorbilder für sie. Zudem komponierte sie bereits in jungen Jahren.
Snider studierte zunächst an der Wesleyan University Psychologie und Soziologie. Nach ihrem Abschluss 1995 zog sie nach New York, wo sie in einer Anwaltskanzlei für Abtreibungsrecht arbeitete. In New York begann sie, Musik für experimentelles Theater zu schreiben und beschloss, sich hauptberuflich mit Komposition zu beschäftigen. Sie studierte an der New York University Komposition bei Justin Dello Joio; nach drei Semestern wechselte sie an die Yale University, wo sie 2005 bei Martin Bresnick, Aaron Jay Kernis, Ezra Laderman und David Lang ihren Master absolvierte.
Sniders verfasste Werke der Kammermusik, Liederzyklen, Chor- und Ballettstücke sowie sinfonische Orchesterwerke. Ihre sinfonische Musik wurde von den New Yorker Philharmonikern, dem San Francisco Symphony Orchestra, dem National Symphony Orchestra, dem Detroit Symphony Orchestra und dem Aarhus Symfoniorkester aufgeführt. Anerkennung hat sie insbesondere für ihre Liederzyklen Penelope (2010), Unremembered (2015) und ihre Messe Mass for the Endangered (2020) erhalten, die auch auf Tonträger bei New Amsterdam Records erschienen.
Sniders Kompositionen, insbesondere ihre Liederzyklen, nehmen einerseits Anleihen beim Indie-Rock und anderen Idiomen der Popularmusik, andererseits bei klassischen Kammermusikformen und -besetzungen. Diese stilistischen Entscheidungen haben Kritiker dazu veranlasst, diese Musik als Neoklassik zu beschreiben.
Snider ist mit dem Komponisten Steven Mackey verheiratet. Sie ist Kodirektorin des von ihr mitgegründeten Musiklabels New Amsterdam Records.

## Preise und Auszeichnungen
Snider erhielt 2014 den Elaine Lebenbom Award des Detroit Symphony Orchestra. 2018/19 war sie Composer in Residence an der University of Colorado Boulder; außerdem war sie Composer in Residence beim Winnipeg New Music Festival, beim kanadischen Soundstreams, dem Bowling Green State University New Music Festival, dem Great Lakes Chamber Music Festival, dem Nief-Norf Festival, dem Decoda Ensemble’s Skidmore Chamber Music Institute und dem So Percussion Summer Institute.